# Tomás Medina Mota
Tomás Medina Mota (Santa Cruz de la Zarza, Toledo, 1940) es un pintor realista español.

## Biografía
Tomás Medina Mota nació en Santa Cruz de la Zarza (Toledo, España) en 1940. Vivió hasta los 10 años en Tarancón, pueblo vecino al de su lugar de nacimiento. A los 17 años se trasladó a Madrid, ciudad en la que desde entonces ha vivido. Sus inicios en el mundo de la pintura tuvieron lugar en los años 60 y su aprendizaje fue prácticamente autodidacto.
A lo largo de su carrera ha participado en más de 200 exposiciones colectivas en concursos y salones de diversos países, como España, Francia, Italia, Alemania, Portugal y Andorra. Ha recibido numerosos premios a lo largo de los años, consiguiendo el primer puesto en certámenes y concursos, entre los que se encuentran el Salón Internacional d'Artes Plastiques de Beziers (Francia), el Certamen de Artes Plásticas Málaga y su entorno, el Certamen Nacional de Pintura Vinos de La Mancha de Alcázar de San Juan; además de obtener segundos y terceros premios y menciones de honor en otros certámenes. 
La obra de Medina destaca por "el gran realismo con el que es capaz de pintar, sobre todo a la hora de reflejar los volúmenes de los objetos. En ocasiones parece que los cuadros están en tres dimensiones, tal es su dominio de la perspectiva. Igualmente es destacable la fidelidad con la que plasma el relejo de los objetos sobre otras superficies. Maneja a la perfección el pincel para conseguir obras de un gran realismo, con aire clásico e imágenes de objetos cotidianos del hogar, como jarrones, manteles o vasos".